# Lophanthera lactescens
Lophanthera lactescens é uma árvore da família das Malpighiáceas, endêmica da região amazônica do Brasil muito utilizada na região sudeste para fins paisagísticos.
A árvore adulta possui característica ornamentais, apresenta inflorescência vistosa de flores amarelas e chega a atingir até quinze metros de altura.
Ela é também conhecida pelos nomes populares de lofantera-da-amazônia, chuva-de-ouro e lanterneira.
A espécie foi descrita pela primeira vez pelo botânico brasileiro de origem austro-húngara Adolpho Ducke no ano de 1923.

## Descrições gerais

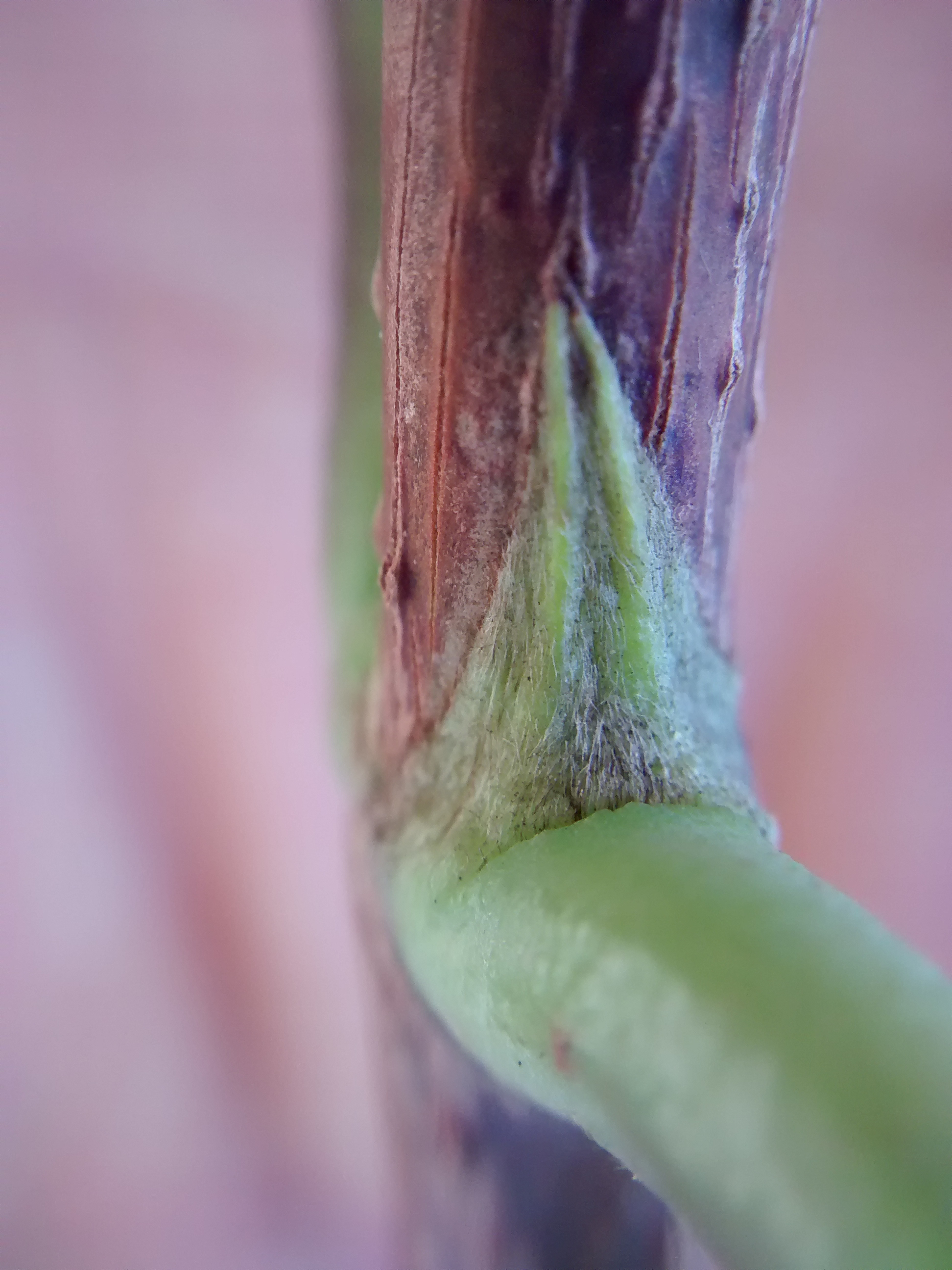
Estípulas conadas de L. lactescens.

A L. lactescens ocorre endemicamente na Região Norte do Brasil no bioma Amazônia em vegetações do tipo Floresta Ombrófila em matas de várzea alta, tanto no interior de matas primárias densas quanto em formações secundárias.
É uma planta seletiva higrófita, heliófita ou esciófita, semidecídua. Produz numerosa quantidade de sementes por ano.
Floresce de fevereiro a maio e a maturação dos frutos ocorre de setembro a outubro.
A polinização é feita por abelhas solitárias fêmeas de  Centris   trigonoides e por operárias de Tetragonisca angustula.
A árvore é utilizada em paisagismo urbano devido à sua inflorescência vistosa e ornamental. Sua madeira tem uso na construção civil como vigas, caibros e forros; também usa-se na carpintaria leve e na marcenaria.
Suas folhas e casca do tronco são usadas na medicina popular como febrífugo em casos de malária.
Sua madeira é compacta, possui densidade moderada, dureza mediana e resistência moderada ao ataque de organismos xilófagos.
O óleo floral possui como componente majoritário o 3-acetiloxi-octadecanoato de metila e também possui ácidos alifáticos.
A madeira possui esteróides e triterpenoide, estigmasta-4,22-dien-3-ona, ergost-4-en-3-ona, estigmasterol, ergost-5-en-3-ol, β-amirenona e um 27-nor-triterpeno.
Suas folhas possuem o alcaloide lophantherina.
O número de cromossomos da L. lactescens em sua fase diploide é 2n= 12.

## Morfologia

### Geral
A árvore adulta atinge entre dez e quinze metros de altura.
O tronco atinge diâmetro de trinta a quarenta centímetros.
Os ramos possuem látex.

### Folha
As folhas são simples e membranáceas, lactescentes quanto jovens, glabras em ambas as faces, exceto por alguns tricomas na nervura principal, apresentam usualmente glândulas menores alinhadas em cada lado da lâmina, apresentam formato obovado, com base decurrente, margem revoluta, ápice arredondado, apiculado ou obtuso e atingem dimensões de 12 a 24 e de cinco a doze centímetros de comprimento e largura respectivamente.

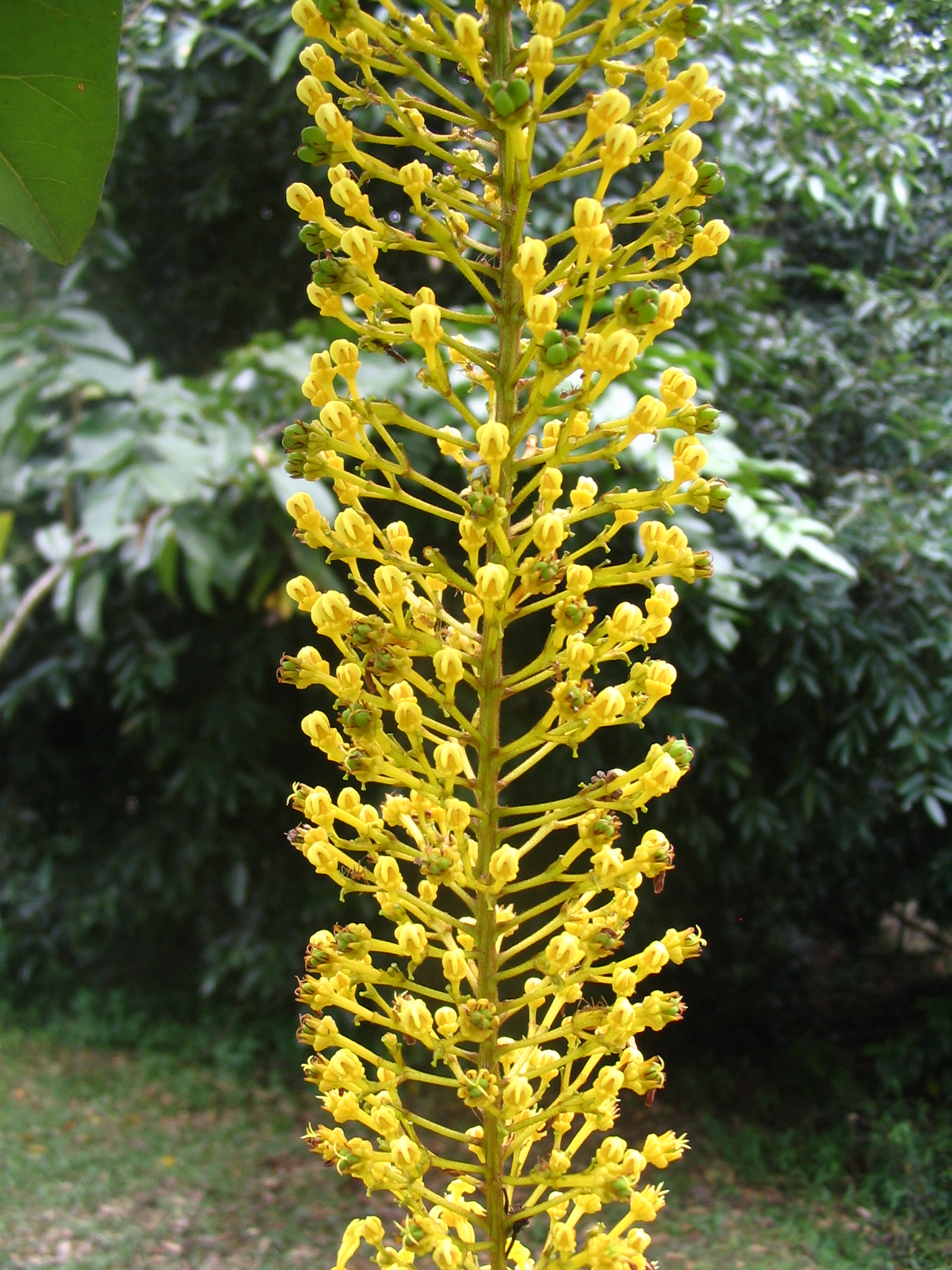
Inflorescência de L. lactescens.

O pecíolo é de levemente seríceo a glabro, eglandular ou com um par de glândulas e atinge de um e meio a dois e meio milímetros.
As estípulas são quase completamente conadas ou livres no ápice.

### Inflorescência
A inflorescência é pêndula, apresenta tirso com uma a três flores em dicásio ou cincínios, possui duas bracteolas e atingem de trinta a quarenta centímetros de comprimento.
O pedúnculo principal atinge de nove a vinte centímetros de comprimento.
As brácteas possuem formato triangular e atingem de um e meio a três milímetros de comprimento.
As duas bracteolas são triangulares e uma ou ambas apresentam uma glândula pedunculata.
Os pedicelos são esparsamente velutinos e atingem de quatro a sete milímetros de comprimento.
As sépalas são todas biglandulares, adpressa tomentosa abaxialmente e estendem-se por um a dois milímetros além das glândulas.
As pétalas apresentam coloração amarelas, são pilosas na margem e atingem de cinco a sete milímetros de comprimento.
As flores possuem estruturas especiais chamadas elaióforos.
Os estames apresentam filetes que atingem de dois a dois e meio milímetros de comprimento.
As anteras atingem de 0,8 a 1,0 milímetros de comprimento e possuem alas laterais que atingem de 0,1 a 0,2 milímetros de comprimento.
Seus grãos de Pólen são pequenos, são 3-porados, em mônades, isopolares, apresentam âmbito esferoidal em vista polar, forma oblato-esferoidal em vista equatorial, sexina mais espessa que a nexina e possuem exina estriada com espessura média de 1,68 micrômetros.

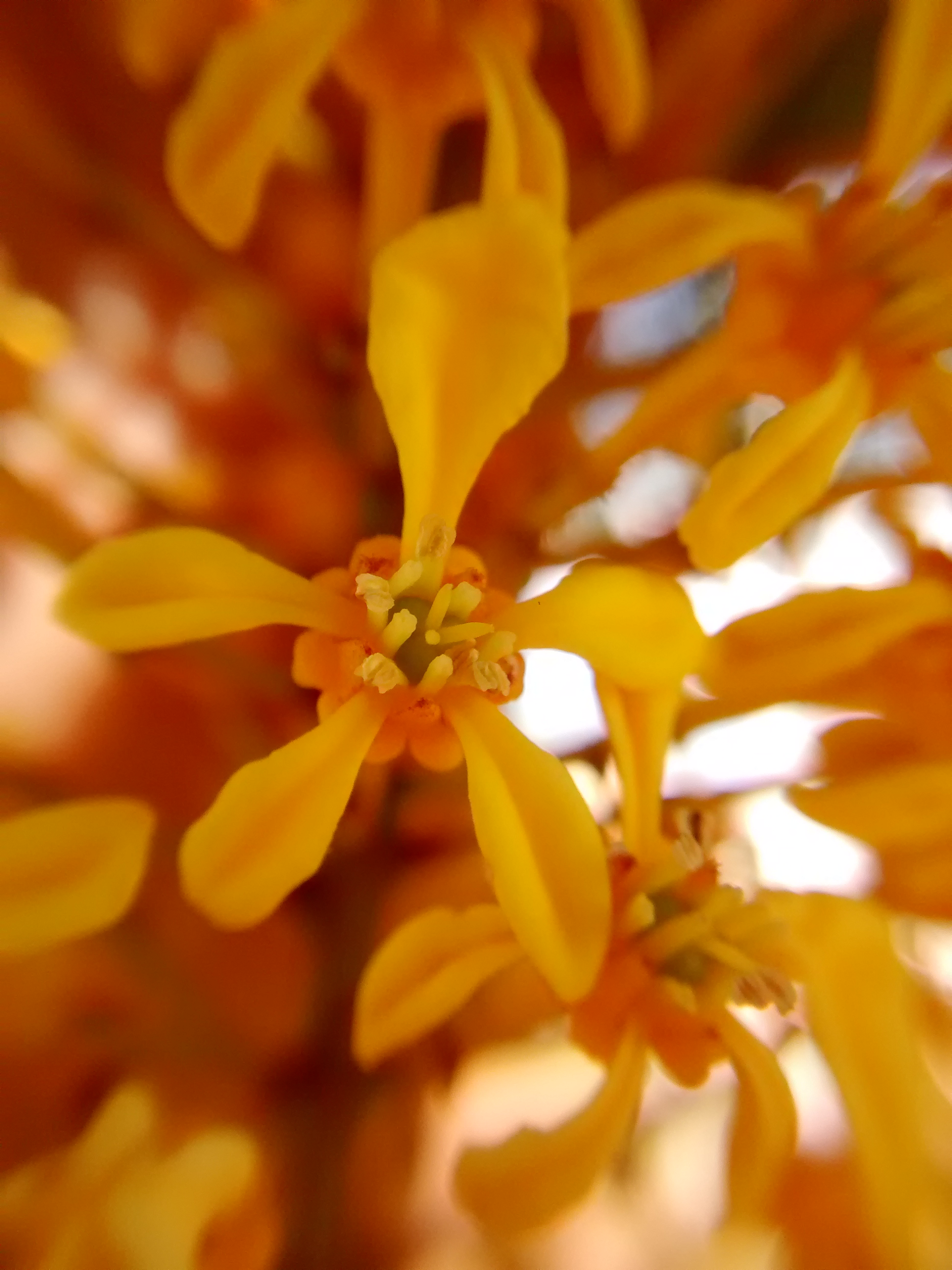
Flor de L. lactescens.

O ovário é glabro e atinge cerca de 1,3 milímetros de comprimento.
Seu óvulo possui funículo longo e bem desenvolvido e seu embrião é dobrado.
Os estiletes atingem cerca de 2,3 milímetros de comprimento.
O fruto é uma tricoca que apresenta formato obovoide, é glabra e atinge dimensões de cerca de cinco por três e meio milímetros  de comprimento e diâmetro respectivamente.

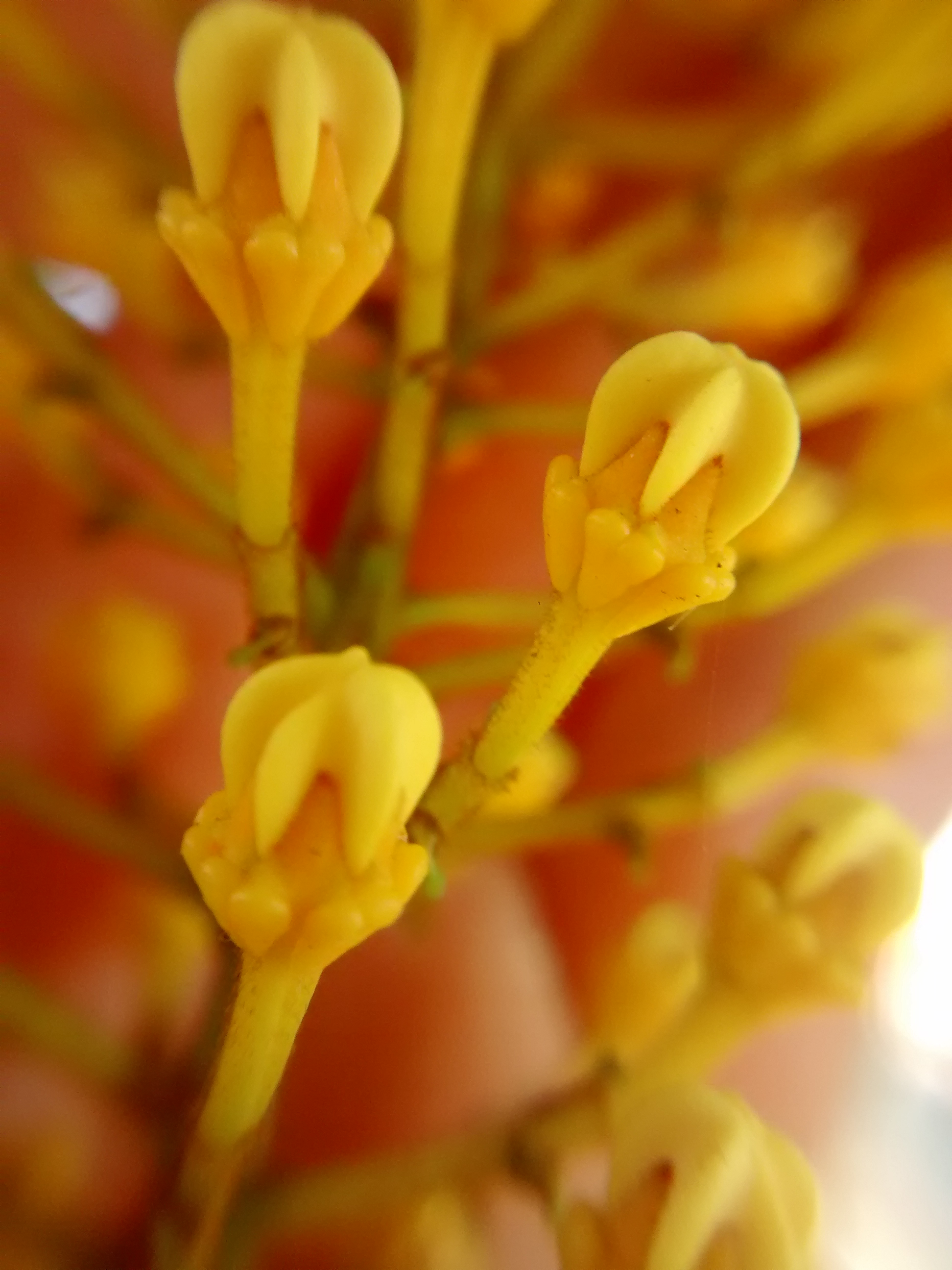
Botão da flor de L. lactescens.
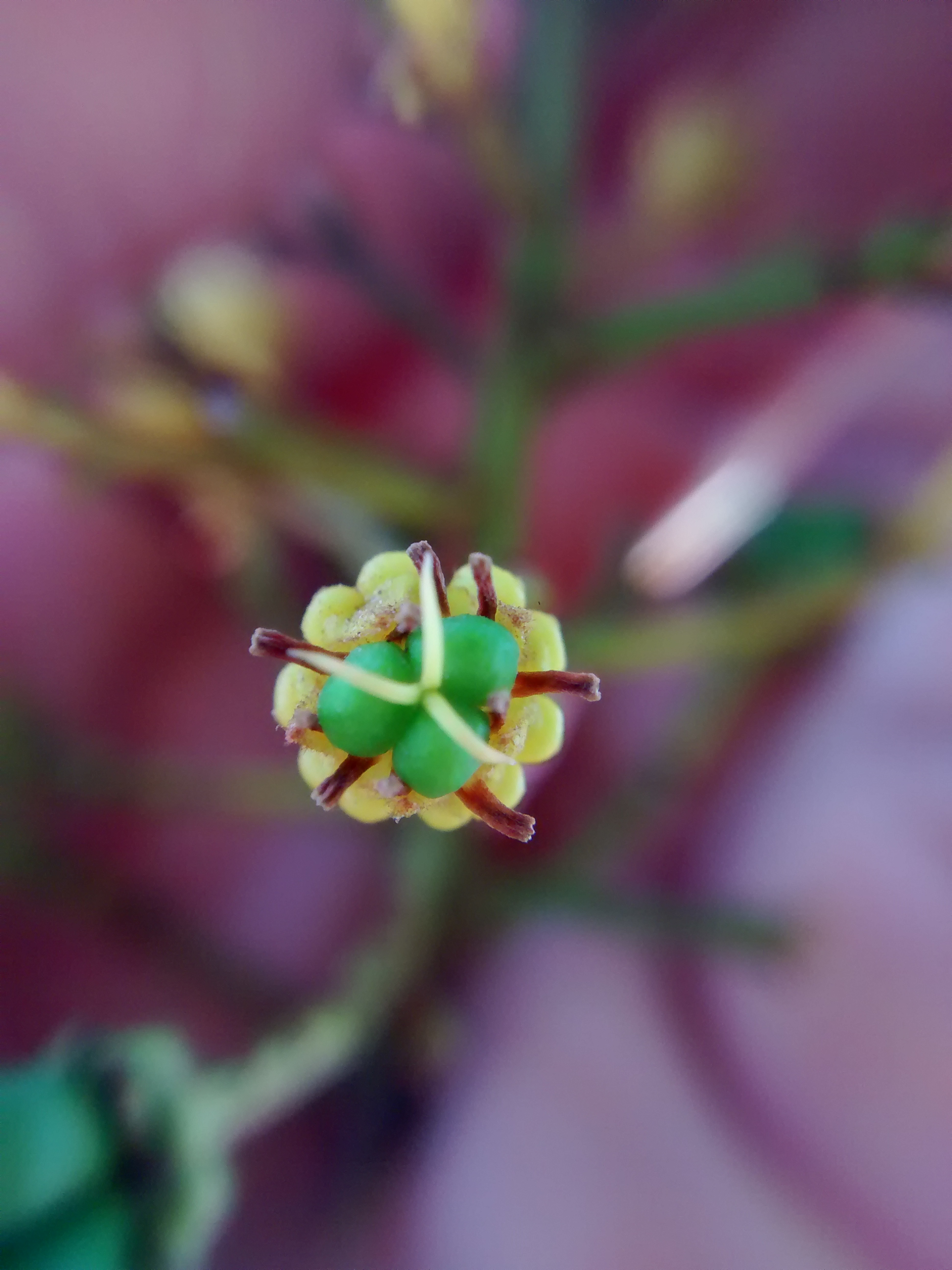
Fruto jovem de L. lactescens.
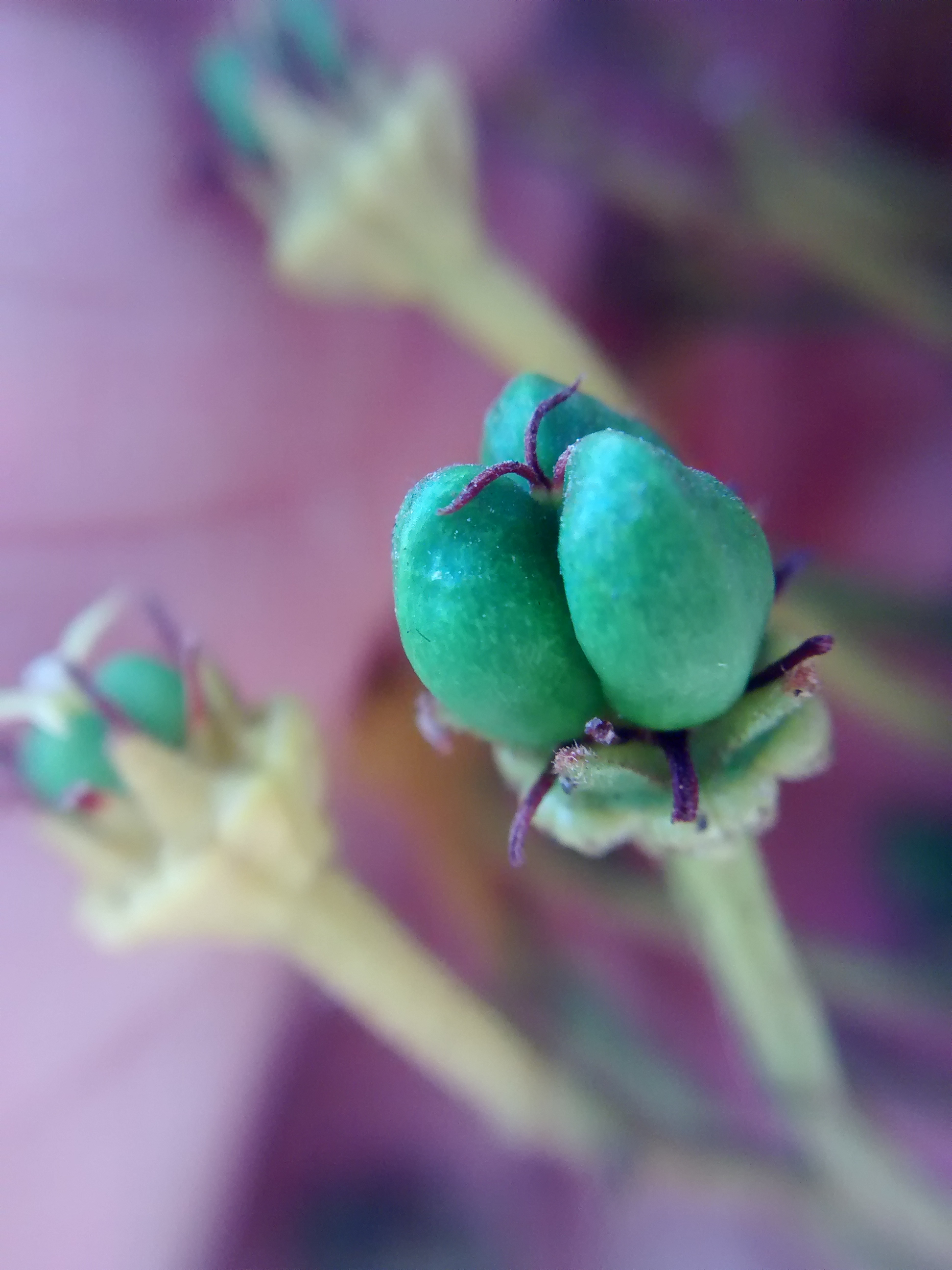
Fruto verde de L. lactescens.